# The Astronaut's Wife
The Astronaut's Wife (bra: A Mulher do Astronauta; prt: Enigma do Espaço) é um filme de ficção científica e suspense psicológico norte-americano de 1999, dirigido por Rand Ravich e estrelado por Johnny Depp e Charlize Theron. A película estreou nos EUA no dia 27 de Agosto, em Portugal, no dia 16 de Junho de 2000.
Foi indicado para Melhor Filme no Festival de Cinema de Sitges em 1999.
Foi uma decepção de bilheteria. Domesticamente, arrecadou US$4,027,003 em seu fim de semana de abertura e terminou com US$10,672,566. O filme faturou US$8,926,022 no mercado externo, elevando seu total de bilheteria para US$19,598,588.

## Sinopse
Spencer Armacost e Alex Streck são dois astronautas, que partem em uma missão espacial. Porém durante a missão Spencer misteriosamente perde o contato com a Terra por apenas 2 minutos. Após esse tempo, tudo volta ao normal,como se nada tivesse acontecido e eles retornam à Terra. Após o regresso, muitas coisas estranhas começam a acontecer,

## Elenco
- Johnny Depp como Comandante Spencer Armacost
- Charlize Theron como Jillian Armacost
- Joe Morton como Sherman Reese, representante da NASA
- Clea DuVall como Nan
- Donna Murphy como Natalie Streck
- Nick Cassavetes como Capitão Alex Streck
- Samantha Eggar como Dr. Patraba
- Gary Grubbs como Diretor da NASA
- Blair Brown como Shelly McLaren
- Tom Noonan como Jackson McLaren
- Tom O'Brien como Allen Dodge
- Lucy Lin como Shelly Carter
- Michael Crider como Pat Elliott
- Edward Kerr como Piloto
- Dylan Sprouse como gêmeo
- Cole Sprouse como gêmeo
- Rondi Reed como Dr. Conlin